# Muara Niru
Muara Niru is een bestuurslaag in het regentschap Muara Enim van de provincie Zuid-Sumatra, Indonesië. Muara Niru telt 1201 inwoners (volkstelling 2010).